# 新城镇 (兰州市)
新城镇，是中华人民共和国甘肃省兰州市西固区下辖的一个乡镇级行政单位。

## 行政区划
新城镇下辖以下地区：
河口南社区、新城街社区、新维街社区、新冶路社区、新联村、下川村、园艺村、新合村、青春村和青石台村。